# Spider-Man: Beyond the Spider-Verse
Spider-Man: Beyond the Spider-Verse es una próxima película estadounidense de superhéroes animada basada en el personaje de Marvel Comics, Miles Morales / Spider-Man, producida por Columbia Pictures y Sony Pictures Animation en asociación con Marvel y distribuida por Sony Pictures Releasing.  Se trata de la secuela directa de Spider-Man: Across the Spider-Verse (2023). La película está dirigida por Bob Persichetti y Justin K. Thompson, a partir de un guion de David Callaham, Phil Lord y Christopher Miller, con las actuaciones de Shameik Moore, Hailee Steinfeld, Jason Schwartzman, Issa Rae y Jake Johnson. Esta película es la última continuación de Across the Spider-Verse.
En esta película, Miles Morales, junto con Gwen Stacy, Peter B. Parker, Mayday Parker, Spider-India, Spider Punk, Spider-Byte, Spider-Noir, Peni Parker y Spider-Ham, tendrán que detener a La Mancha antes de que éste provoque caos en el Spider-Verso.

## Reparto
- Shameik Moore como Miles Morales / Spider-Man: Un joven adolescente grafittero afroamericano de ascendencia puertorriqueña que fue mordido por una araña radiactiva de un universo alternativo. Asume su rol como Spider-Man tras el fallecimiento del Peter Parker de su universo.
- Hailee Steinfeld como Gwen Stacy / Spider-Gwen: Una joven adolescente de un universo alternativo que fue mordida por una araña radiactiva y que asume el rol como Spider-Woman. Ella es el interés amoroso de Miles Morales.
- Jason Schwartzman como Jonathan Ohnn / Mancha:
Un ex-científico de Alchemax convertido en supervillano tras un accidente, cuyo cuerpo ahora está cubierto por portales interdimensionales que le permiten viajar por el espacio y diferentes universos y queriendo vengarse de Miles matando a su padre.[1]

## Producción

### Desarrollo
En noviembre del año 2018, aproximadamente un mes antes del lanzamiento de Spider-Man: Into the Spider-Verse, Sony Pictures Animation comenzó a trabajar en su secuela. Los productores de la película, Phil Lord y Christopher Miller, han vuelto a sus puestos. Mientras escribían la historia de la secuela, se dieron cuenta de que era demasiado grande para una sola película y decidieron dividir la secuela en dos partes, que se reveló en diciembre de 2021 cuando se anunciaron los títulos como Spider-Man: Across the Spider-Verse (Part One) y Spider-Man: Across the Spider-Verse (Part Two). El trabajo en ambas películas se llevó a cabo en paralelo, Lord y Miller los desarrollaron conjuntamente con los directores Joaquim Dos Santos, Kemp Powers y Justin K. Thompson. Across the Spider-Verse (Part Two) originalmente estaba programada para lanzarse en 2023, pero se retrasó hasta el 29 de marzo de 2024 en abril de 2022, cuando Sony cambió la fecha de lanzamiento de Across the Spider-Verse (Part One) de octubre de 2022 a junio de 2023. Al mismo tiempo, se cambió el nombre de ambas películas a Spider-Man: Across the Spider-Verse y Spider-Man: Beyond the Spider-Verse.
El 28 de julio de 2023, se anunció que Spider-Man: Beyond  the Spider-Verse fue retrasada de manera indefinida debido a la prioridad que tuvo la producción de Spider-Man: Across the Spider-Verse, por lo que el avance que tenían de esta tercera entrega hacia imposible que la película estuviera lista antes de su fecha de estreno.
Desde aquel entonces, la producción de la película entró en un estado de desarrollo donde se tomarían el tiempo necesario, evitando así problemas de producción como los tuvo Spider-Man: Across the Spider-Verse al presionar a los empleados involucrados en el proyecto, y evitar el riesgo de terminar con el desarrollo de la película solo unos pocos días antes de la fecha de estreno. 
El 10 de diciembre de 2023, Chris Miller comentó sobre su entusiasmo sobre a donde nos llevara la historia de Beyond the Spider-Verse y como el considera esta película una gran conclusión. El 6 de enero de 2024, el actor Jake Johnson (voz de Peter B. Parker), mencionó que aun no lo han llamado para grabar la voz de su personaje, dando a entender que la producción de la película aun no había finalizado y por ende no habían dado luz verde a la grabación de voces. El 7 de enero de 2024, Phil Lord también comento sobre como esta película será una conclusión satisfactoria de la saga.
El 10 de agosto de 2024, el actor Karan Soni (voz de Spider-Man India), reveló que la película estaba en producción y que empezaría a grabar sus líneas en unos pocos meses. El 9 de septiembre de 2024, se reveló públicamente la desinformación diciendo que Sony había descartado la mayoría de la película por cuestiones creativas, esta información fue desmentida más tarde por el compositor de la película Daniel Pemberton y el productor Chris Miller, quien afirma que la producción va por muy buen camino.
El 11 de diciembre de 2024, Jharrel Jerome (voz de Miles G. Morales), reveló que aun no lo han llamado para grabar sus líneas. Posteriormente, el 15 de diciembre de 2024, Sony reveló al publico que la película no se estrenaría en el 2025.
El 17 de Diciembre, Sony reveló públicamente que los directores de esta película serían Bob Persichetti (Spider-Man: Into the Spider-Verse), y Justin K. Thompson (Spider-Man: Across the Spider-Verse). El 26 de diciembre de 2024, Brian Tyree Henry (voz de Jefferson Davis / Padre de Miles), comentó sobre lo emocional que va a ser esta película:
ENG: “There’s not going to be a dry eye in the house. I’ll tell you that. Good luck. It’s not going to wrap up in a nice little bow what things do.”
ESP: "No habrá ni un solo ojo seco en casa. Te lo aseguro. Buena suerte. No va a ser fácil envolver lo que hacen las cosas."
En la CinemaCon 2025, el 31 de marzo se reveló que Spider-Man: Beyond the Spider-Verse se estrenaría el 4 de junio de 2027, además, se liberó al público 4 fotogramas de la película en las que vemos a Miles, Gwen, y Miles G. Morales (Prowler), mostrándonos a Miles y Gwen reunirse, y la pelea entre Miles y el merodeador. También se reveló que el estilo de animación tendrá nuevas técnicas innovadoras, y además, se presentó un pequeño teaser durante la CinemaCon.
Después del anuncio de Spider-Man: Beyond the Spider-Verse, el apartado de la película en la página de Sony Pictures Animation fue actualizado, en donde se muestra la fecha de estreno y toda la información con respecto a los directores, productores, y escritores (Sony Pictures Animation: Spider-Man: Beyond the Spider-Verse)

### Casting
En junio de 2022, se confirmó que la Mancha, con la voz de Jason Schwartzman, aparecería tanto en Across the Spider-Verse como en Beyond the Spider-Verse.

## Estreno
Spider-Man: Beyond the Spider-Verse estaba programada para estrenarse el 29 de marzo de 2024 por Sony Pictures Releasing, pero se retrasó indefinidamente, aún cuando la huelga SAG-AFTRA de 2023 terminó. En la CinemaCon 2025 se anunció que la película saldrá el 4 de junio de 2027. Después la fecha fue movida 3 semanas después y ahora saldra para el 25 de junio de 2027.